# Ateuk Lueng Ie
Ateuk Lueng Ie is een bestuurslaag in het regentschap Aceh Besar van de provincie Atjeh, Indonesië. Ateuk Lueng Ie telt 555 inwoners (volkstelling 2010).